# Ян Летцель
Ян Летцель  (чеськ. Jan Letzel; 9 квітня 1880, Наход, Богемія — 26 січня 1925, Прага) — чеський архітектор, найбільш відомий тим, що спроєктував цегляну будівлю промислової палати Хіросіми, нині відому як «Купол Гембаку» або «Атомний купол», вцілілий після атомного бомбардування 6 серпня 1945 року.

## Біографія

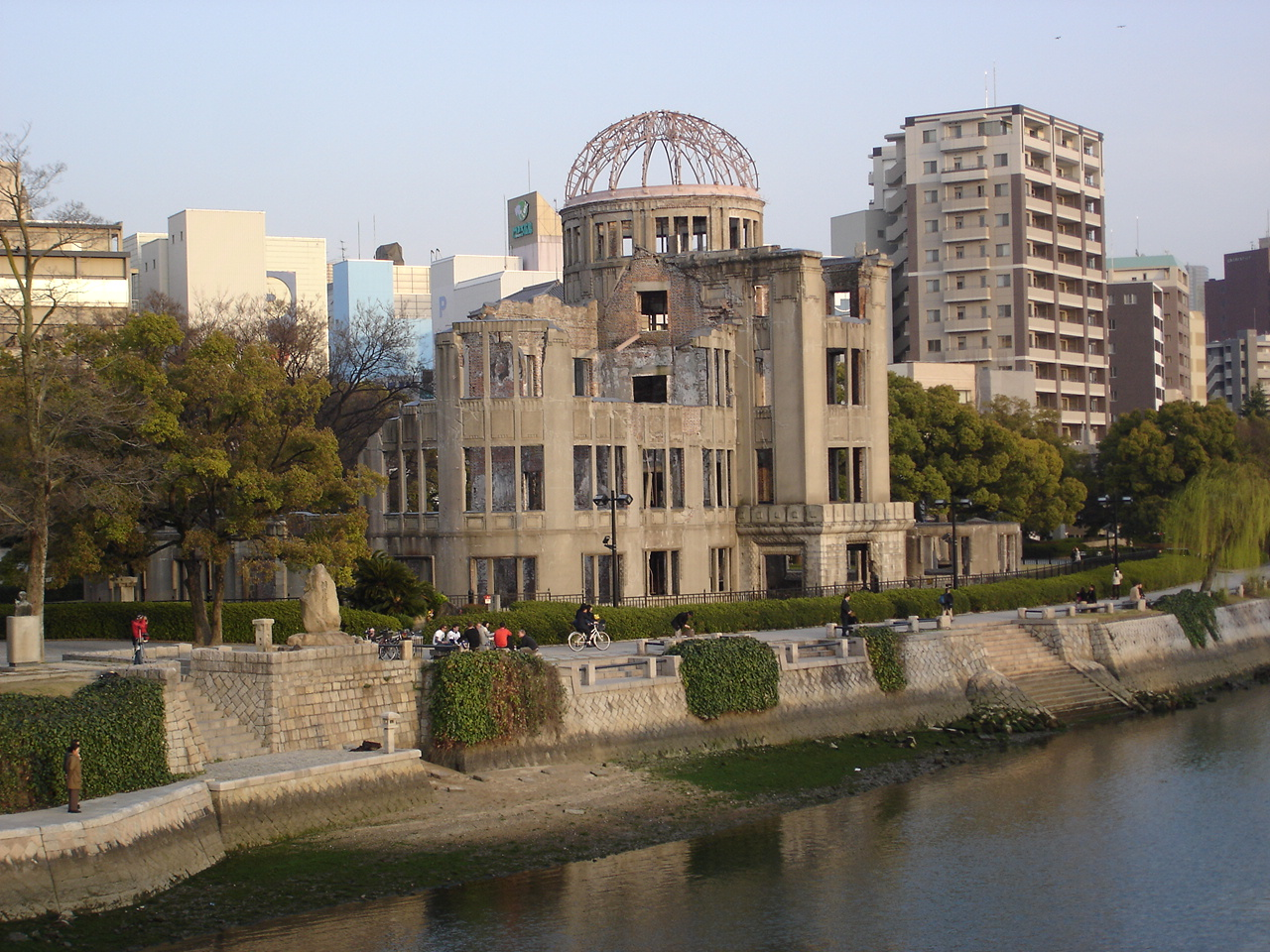
Genbaku Dome — The Hiroshima Peace Memorial

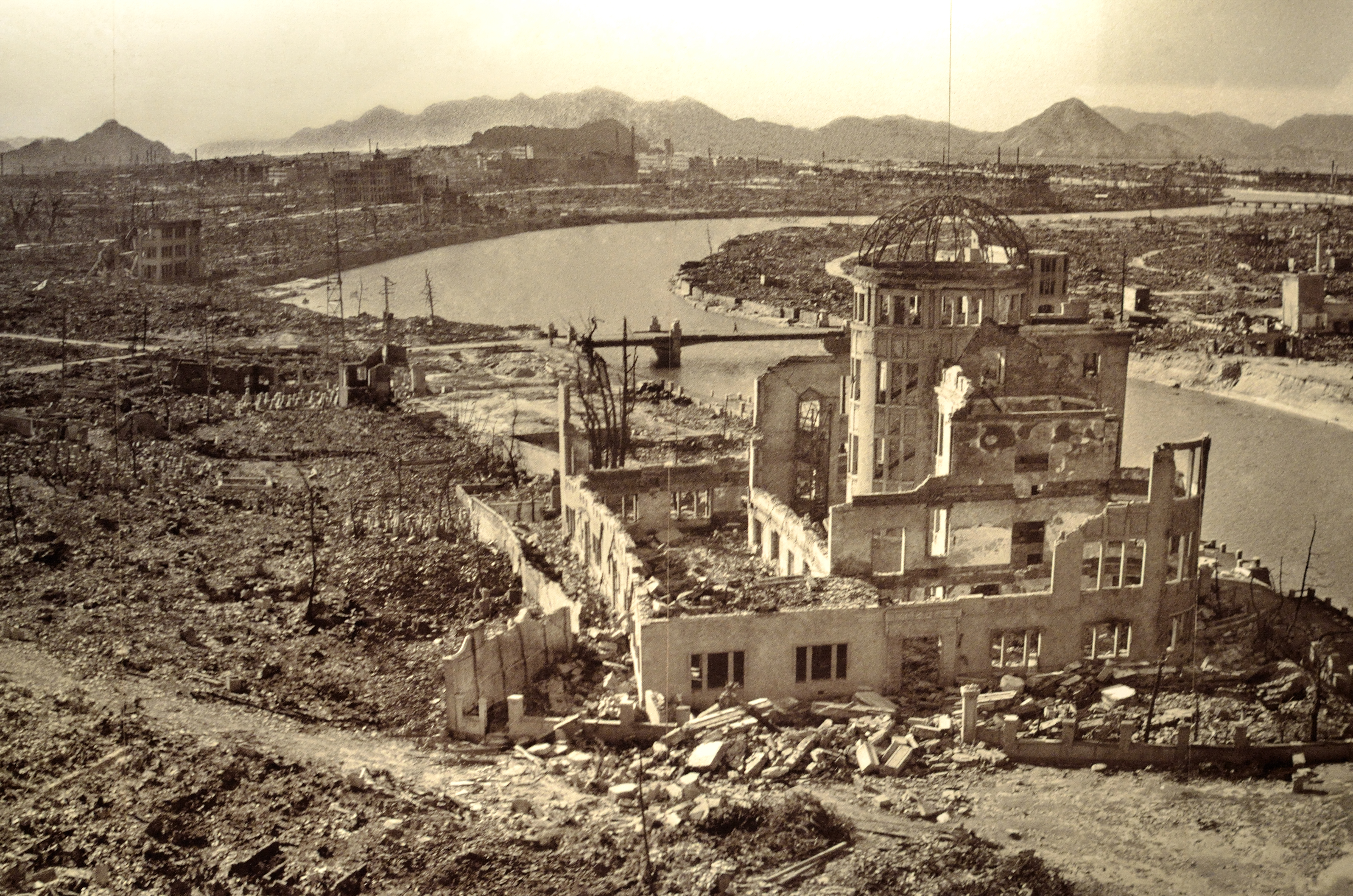
Hiroshima dome in 1945

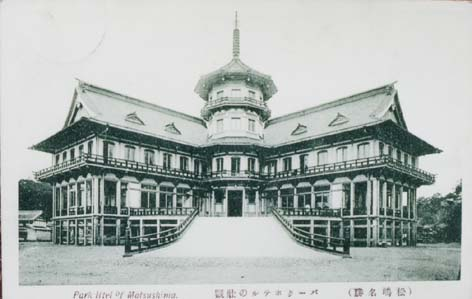
Matsushima Park Hotel

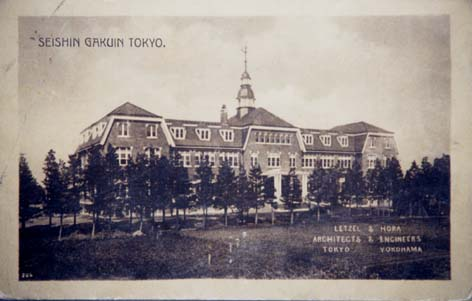
Seishin Women's School

Ян Летцель народився 9 квітня 1880 року в місті Наход в Богемії в родині власників готелю. Після завершення навчання в будівельному відділі Вищого професійного училища Ян отримав місце в управлінні Цивільного будівництва в Державній Промисловій школі в Пардубіце. У 1901 році він отримав стипендію на навчання в Школі прикладних мистецтв в Празі, де навчався під керівництвом Яна Котерія — одного із засновників сучасної чеської архітектури.
У 1902 і 1903 роках Ян здійснив кілька поїздок по Богемії, Далмації, Чорногорії та Герцеговині. З червня 1904 по серпень 1905 року Ян Летцель працював в архітектурній фірмі Квідо Бєльського в Празі. У той же час він спроєктував і побудував санаторні корпуси в Мшено — Лазні в стилі ар-нуво. Деякий час працював в Каїрі. Навесні 1907 Ян відвідав Рим, Мілан і Венецію, а потім повернувся до Праги.
Наступним місцем роботи Летцеля стала Японія. Після недовгого перебування в Празі і Наході, в червні 1907 року він переїхав в Токіо, де працював в французькій фірмі. У 1910 році в Токіо разом з другом була створена архітектурна компанія. Летцель спроєктував близько сорока будівель, в тому числі Французька школа, Міжнародна школа Святого Серця, єзуїтський коледж, німецьке посольство і кілька готелів та офісних будівель. Найбільшим досягненням стало зведення величезного адміністративного приміщення Японської Торгово-промислової палати в Хіросімі нині — Меморіал миру в Хіросімі. На той час у Хіросімі переважали двоповерхові дерев'яні будівлі, і Торгово-промислова палата виокремлювалась у місті. Особливо популярним став будинок після вибуху атомної бомби в 1945 році. Палата була частково зруйнована, але її купол витримав, і будівля стало відомо як Купол атомної бомби. Ян Летцель помер до того, як творіння стало меморіалом.
Коли в 1913 році його партнер Карл Хору повернувся в Богемію, Летцель сам керував фірмою. У 1915 році йому довелося призупинити роботу через Першу світову війну. У 1918 році Чехословаччина стала незалежною країною, і Летцель отримав місце торгового аташе в чеському посольстві в Токіо. У 1920 році він відвідав батьківщину, а потім повернувся на свою посаду в Японію.
У 1922 році Летцель подорожував Японією і став свідком руйнування багатьох спроєктованих ним будинків в результаті Великого землетрусу Канто 1923 року. Глибоко розчарований, він повернувся до Праги в листопаді 1923 року, де через пару років і помер у віці 45 років.
Іменем архітектора Летцеля названо астероїд (6266).

## Досягнення
Ян Летцель побудував санаторні корпуси в Мшено — Лазні в стилі ар-нуво. В Токіо спроєктував Французьку школу, Міжнародну школу Святого Серця, єзуїтський коледж, німецьке посольство, японську Торгово-промислову палату в Хіросімі. У 1919 року Летцель працював торговим аташе в чеському посольстві в Токіо.